# پتر کبیر (فیلم)
«پتر کبیر» (انگلیسی: Peter the Great (film)) فیلمی در ژانر درام است که در سال ۱۹۲۲ منتشر شد.